# Club Marte

Logo des Marte FC aus seiner letzten Saison 2000/01

Der Club Marte, der mal als Club Deportivo Marte und ein anderes Mal als Marte Fútbol Club (siehe Logo rechts) in Erscheinung trat, war ein mexikanischer Fußballverein, der 1928 in Mexiko-Stadt als Militärauswahl ins Leben gerufen wurde. Als Heimspielstätte diente ihm vermutlich der am Paseo de la Reforma gelegene Campo Marte, der sich unmittelbar neben dem Auditorio Nacional befindet. Weil dieses Stadion relativ klein ist, wurden Spiele mit einem größeren Publikumszuspruch meistens in einem anderen Stadion, wie z. B. dem Parque Asturias, ausgetragen. Zwischen 1953 und 1957 war der Verein in Cuernavaca, Morelos, angesiedelt und trug seine Heimspiele im Estadio de Buena Vista aus.

## Vorgeschichte
Obwohl der Club Marte erst 1928 gegründet wurde, beginnt seine Geschichte etwa zehn Jahre früher.
Irgendwann zwischen 1918 und 1920 rief der Lehrer Maximino Martínez mit einigen Schülern der Horacio-Mann-Schule eine Fußballmannschaft ins Leben. Bald darauf verbanden sie sich mit Schülern der Schulen „Alberto Correa“ und „San José“ und jagten gemeinsam unter der Leitung des Lehrers Martínez dem runden Leder hinterher. Aus diesem Treiben entstand ein Fußballverein, der den Namen Esparta erhielt. Unter den Gründungsmitgliedern befand sich ein Torwart namens Óscar Bonfiglio.

## Rechtsvorgänger
Ende 1921 initiierte der fußballbegeisterte Oberst Rafael Aguirre, Leiter der Abteilung Cuenta y Administración („Rechnung und Administration“) im Kriegsministerium, eine Fußballmannschaft in dem von ihm geleiteten Bereich, die nach der Abteilung benannt wurde und folglich Cuenta y Administración hieß. Diese Mannschaft trat anfangs nur interministeriell gegen Fußballteams anderer Abteilungen an.
Doch Oberst Aguirre hatte ehrgeizige Pläne und meldete seine Mannschaft, die zu diesem Zweck bald durch erstklassige Fußballer anderer Abteilungen verstärkt wurde, zur Teilnahme an der Hauptstadtliga an. Zu dieser Mannschaft gehörten auch Spieler des Club Esparta, die im Kriegsministerium tätig waren. Auch der bereits genannte Óscar Bonfiglio zählte dazu.
Freilich sollte die Mannschaft in der Hauptstadtliga nicht nur Repräsentant einer Abteilung, sondern des gesamten Ministeriums sein. Daher erhielt sie den Namen des Ministeriums: Guerra y Marina. Unter diesem wirkte sie in der Saison 1922/23 in der Primera Fuerza mit. Weil es ab der nächsten Saison verboten war, dass eine Mannschaft unter dem Namen einer offiziellen Institution in Erscheinung trat, musste das Team für die Meisterschaftsrunde 1923/24 umbenannt werden. In Anbetracht der Herkunft der meisten Gründungsmitglieder und damaligen Spieler wurde der Verein nach diesen Bundesstaaten benannt und hieß Sonora-Sinaloa bzw. abgekürzt Son-Sin. Auch unter dieser Bezeichnung spielte die Mannschaft nur eine Saison, weil der inzwischen zum General beförderte Rafael Aguirre zu jener Zeit nach Guaymas versetzt worden war, wodurch die Mannschaft führerlos war und auseinanderfiel.
Unmittelbar nach seiner Rückkehr in die Hauptstadt machte Aguirre sich sofort daran, eine neue Mannschaft auf die Beine zu stellen und nahm zu diesem Zweck sofort Kontakt zu seinem ehemaligen Startorwart Óscar Bonfiglio auf, der nach dem Verschwinden von Son-Sin zum CF Asturias gewechselt war. Auf diese Weise entstand der Club Marte, der sein Debüt in der Hauptstadtliga in der Saison 1928/29 gab und auf Anhieb die Meisterschaft gewann.

## Vereinsgeschichte
Die nach dem Kriegsgott Mars (spanisch: Marte) benannte Mannschaft, die in ihrer Anfangszeit vorwiegend aus Angehörigen der mexikanischen Streitkräfte bestand, spielte zwischen 1928/29 und 1932/33 sowie von 1937/38 bis 1942/43 in der Primera Fuerza, der mexikanischen Meisterschaft auf Amateurbasis. Bei ihrem Erstantritt in der Saison 1928/29 gelang ihr auf Anhieb die Meisterschaft, weil ihr Förderer General Aguirre den Verein vor Saisonbeginn mit den besten Spielern der Selección Jalisco verstärkte. Die sechs neuen Spieler, mehr als die Hälfte der Stammformation der Auswahlmannschaft von Jalisco, waren Ignacio „Calavera“ Ávila, Hilario „Moco“ López, „El Patarato“ Hernández, Lorenzo „La Yegua“ Camarena, Luis Jiménez und Tomás „Poeta“ Lazano. Doch in den folgenden Spieljahren bewegte sich Marte nur noch in der unteren Tabellenhälfte und zog sich 1933 aus der Meisterschaft zurück. Erst fünf Jahre später nahm Marte wieder am Spielbetrieb der Hauptstadtliga teil, ohne große Erfolge verbuchen zu können. Vor der Saison 1942/43, dem letzten Jahr des Bestehens der Primera Fuerza, wurde Marte noch einmal gezielt aufgerüstet und gewann am Saisonende seine zweite Meisterschaft. Diesmal waren unter anderen José Luis Borbolla und Luis „Pirata“ Fuente verpflichtet worden. Unmittelbar nach dem Meisterschaftsgewinn von 1943 gehörte Marte zu den zehn Gründungsmitgliedern der 1943/44 eingeführten Profiliga.
1953 erwarb Eduardo Díaz Garcilazo, damals Gemeindepräsident von Cuernavaca, den Verein und holte ihn in die Hauptstadt des Bundesstaates Morelos, die sich eine knappe Autostunde südlich von Mexiko-Stadt befindet. Der Umzug schien dem Club gut zu tun. Denn 1954 gewann er auf Anhieb seine dritte Meisterschaft und die erste in der Profiliga. Doch bereits ein Jahr später belegte der amtierende Meister den letzten Platz der damaligen Zwölferliga und stieg in die zweite Liga ab. Dort verbrachte er nur zwei Spielzeiten und zog sich 1957 aufgrund von finanziellen Problemen für einige Zeit aus dem Spielbetrieb zurück.
In den kommenden Jahrzehnten erfuhr der Verein, der fortan nie wieder erstklassig spielen sollte, Umbenennungen in Marte Morelos und Potros Marte. Unter der letztgenannten Bezeichnung spielte der Verein in der Saison 2000/01 in der Primera División 'A', der zweiten Liga Mexikos, bevor er von der Grupo Pegaso erworben wurde, die den traditionsreichen Namen Marte durch ihren Firmennamen Pegaso ersetzte. Somit spielte der Verein in der Saison 2001/02 als Potros Pegaso und wurde ein Jahr später nach Acapulco verpflanzt, wo er noch zwei Jahre als Club Acapulco antrat, bevor er anscheinend aufgelöst wurde.

## Statistische Angaben
- Gründungsjahr: 1928
- Vereinsfarbe: Rot
- Spitzname: Marcianos (die Marsmenschen)
- Landesmeister: 1929, 1943, 1954

## Bekannte Spieler
- Óscar Bonfiglio
- José Luis Borbolla
- Luis de la Fuente
- Hilario López

## Die Meistermannschaften des CD Marte
Gemäß dem Libro de Oro del Fútbol Mexicano (Tomo II, S. 275 ff.) bestand der Kader der Meistermannschaften des CD Marte aus mindestens folgenden Spielern (die Aufzählung ist unvollständig und weil auch die Angaben zur jeweiligen Spielerposition unvollständig sind, erfolgt die Aufzählung der genannten Spieler in alphabetischer Reihenfolge):

### Meistermannschaft 1928/29
Miguel „la Venada“ Alatorre, „Calavera“ Ignacio Ávila, Óscar Bonfiglio, „Yegua“ Lorenzo Camarena, Raúl Foullón, Emmanuel „Caballo“ Guevara, „Patarato“ Nieves Hernández, Hilario „Moco“ López, „El Títere“ Juan López, Juan Marrón, Roberto Nadal, „El Peruli“ Nava, Carlos Neumayer, Agustín Ojeda, Ernesto Ríos, „Mapache“ Raymundo Rodríguez, Sataray, Gaspar Vallejo.

### Meistermannschaft 1942/43
Manuel Alonso, Santiago Bonilla, José Luis Borbolla, Felipe Castañeda (Torwart), Luis „Pirata“ Fuente, José „Che“ Gómez, Juan Lobo, Antonio López, Manuel „Gitano“ López, César Ortiz, Víctor Manuel Piñal. Außerdem im Kader: Abel Ramírez

### Meistermannschaft 1953/54
Carlos Blanco Castañón, Hernán Cabalceta, José „Chivo“ Cázares, Juan Delgado, Enrique González López, Guillermo „Platanito“ Hernández, Olvera, Daniel Ortiz, Gabriel Peña, Mario Placencia Pérez, Manuel Peza, Raúl Quevedo (Torwart), Jesús Segovia, Carlos Turcato, Roberto „Chango“ Zárate. Ferner standen zu jener Zeit bei Marte die WM-Teilnehmer 1954, Mario Ochoa und Jorge Romo, sowie der spätere WM-Teilnehmer 1958, Enrique Sesma, und der peruanische Torhüter Eugenio Arenaza unter Vertrag.